# Rathausball-Tänze

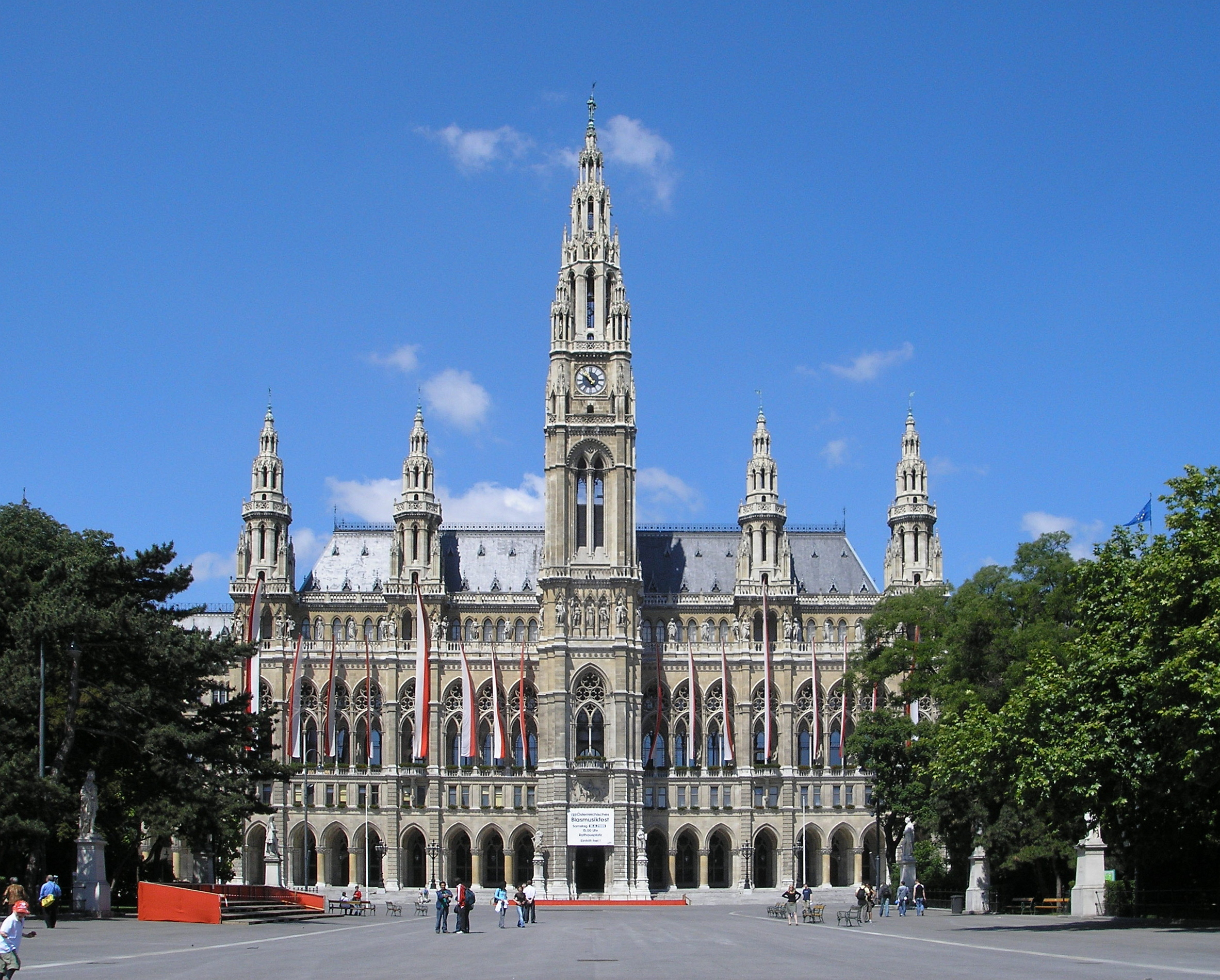
L'esterno neogotico del Rathaus di Vienna.

Rathausball-Tänze (Danze per il ballo del Municipio), op. 438, è un valzer di Johann Strauss (figlio).
Rathausball-Tänze venne scritto da Johann Strauss nel 1890, in occasione dell'inaugurazione del nuovo municipio (Rathaus) di Vienna. L'evento che questo valzer voleva celebrare era, in particolare, l'apertura della sala dei banchetti (Festsaal) il 12 febbraio 1890 e per l'occasione a due orchestre era stato richiesto di comporre delle danze per l'evento. La prima era l'orchestra Strauss, sotto la direzione di Eduard Strauss, mentre il rivale Carl Michael Ziehrer era a capo del complesso Hoch und Deutschmeister.
In quella giornata di celebrazioni fu il valzer scritto da Ziehrer, Wiener Burger (Cittadini viennesi) op. 419, a trionfare, mentre Rathausball-Tanze di Strauss venne quasi del tutto ignorato per il resto della giornata. Il valzer di Ziehrer divenne subito il lavoro più popolare scritto per l'occasione e, ancora oggi, è il valzer più famoso del compositore rivale degli Strauss.
Questo evento, fu solo una delle prime occasioni in cui il predominio della famiglia Strauss sulle scene musicali viennesi venne compromesso dal sempre più popolare Ziehrer.
Questo valzer è particolarmente interessante poiché Strauss vi inserì vari frammenti del suo precedente valzer An der schonen blauen Donau (Sul bel Danubio blu) op. 314 che costituiscono in pratica l'intera coda del brano e anche buona parte dell'introduzione. Oltre tutto nella coda viene richiamato anche l'inno austriaco di Haydn Gott erhalte Franz den Kaiser. Il risultato è del tutto innovativo per i valzer di Strauss, infatti è anche uno dei primi in cui il motivo del primo valzer non viene richiamato durante la coda.